# Лек за спавање
Лек за спавање је седми студијски албум Секе Алексић, издат за Сити рекордс, 10. маја 2015.

## О албуму
Сека је са овим албумом променила сараднике и дискографску кућу. Музику и текстове су радили Саша Лазић, Драгиша Баша и Јелена Трифуновић, док су за аранжман били задужени Александар Крсмановић и Марко Цветковић. Сека је откупила и ауторска права неких грчких песама па самим тим албум вуче на грчки мелос. У емисији Амиџи шоу, 14. априла 2015. премијерно је извела песме Црвени руж и Лек за спавање који су за само неколико дана освојили милионски адиторијум на сајту Јутјуб. Снимила је дует са репером Ша, у питању је песма Ти се храни мојим болом, песма је клубска и пуна је енергије и ритма. Песма Одисеја је балада коју је Сека посветила свом мужу Вељку. Алексићева је за свој рођендан уједно одржала и промоцију албума на којој су присуствовале многе естрадне звезде.
Песме Шампионе, У мраку, Мамурна, Бродолом и Chivas нису се нашле на албуму.

## Списак песама
1. Црвени руж
2. Рањени лав
3. Лек за спавање
4. Добри друже мој
5. Ти се храни мојим болом
6. Брада од три дана
7. Немој са њим
8. Одисеја
9. Ти се храни мојим болом феат. Ша (ремикс)